# パトリア桶川店
パトリア桶川店は、埼玉県桶川市若宮一丁目にある地上4階建てのショッピングセンターである。桶川駅西口再開発事業の一環として1988年（昭和63年）に開業した。通称は「おけがわマイン」（OKEGAWA mine）。核店舗は東武ストア。

## 特色
店舗内には東武ストアのほかにも専門店が多数入り、桶川市立中央図書館、桶川市役所駅西口連絡所も入居している。
JR東日本桶川駅とペデストリアンデッキで接続され、西側には駅西口公園、さいたま文学館、市民ホール、北側には同時に整備された新都市ライフ（旧住宅・都市整備公団）の団地「パークタウン若宮」がある。

## 歴史
開業時から全館を東武ストアが賃貸借し、直営店舗面積約10,377m2で営業していた。また、4階一角には桶川市駅西口図書館（面積約608m2）が入居していた。
しかし、東武ストアが3・4階の賃貸借を解除する意向を示したことを受け、2014年（平成26年）10月に丸善とビル所有者の新都市ライフが図書館を3階に移し面積を約2.5倍の約1,500m2に広げると共に、新設する書店・丸善と併設することを提案。
2015年（平成27年）3月7日に丸善と基本協定を締結し。この改装により図書館は3階に移転した上で、大型書店「丸善」との複合施設「OKEGAWA honプラス+（おけがわ ほんぷらす）」として、リニューアルオープンすることになった、同年6月2日の桶川市議会で図書館整備費約3.87億円を含む補正予算が可決され事業化されることになった。
そして、2015年（平成27年）8月16日から9月30日まで一時休業のうえ改装し、同年10月1日に新装開館した。
この新装開館で、3階には丸善桶川店（店舗面積約1,252m2）と桶川市駅西口図書館（面積約1,511m2）が併設されると共に、図書館と書店の共用スペースも配置された「OKEGAWA honプラス+」と名付けられた施設が開設された。なおこの新施設への移行に伴い、桶川市駅西口図書館も丸善とグループ会社の図書館流通センターが指定管理者となった。

## 店内

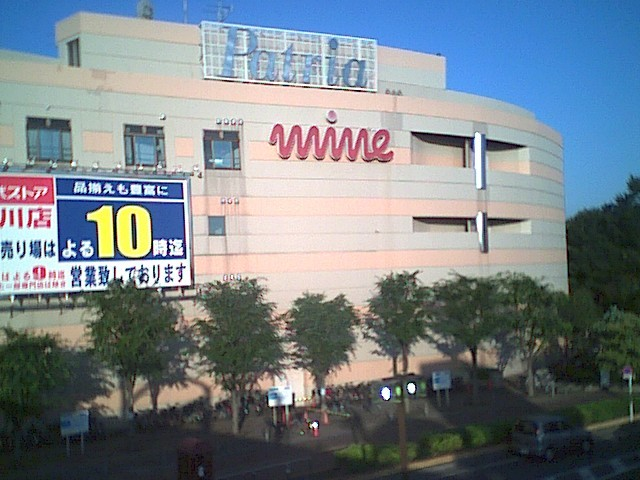
桶川駅からの様子（2004年9月撮影）

- 東武ストア - 開業時から2015年（平成27年）まではほぼ全館を賃貸していた核店舗[3]。
- 丸善 - 2015年（平成27年）10月1日に3階に開店[10]。
- 桶川市立中央図書館 - 1988年（昭和63年）10月8日に駅西口図書館として4階に開館。2015年（平成27年）10月1日に4階から3階にすると共に、約2.5倍の約1,511m2に拡大して新装開館[10]。移転後は丸善とグループ会社の図書館流通センターが指定管理者となった[3]。2019年4月に中央図書館と改称した。
- 桶川市役所駅西口連絡所
- 別棟 立体駐車場 パトリア桶川店駐車場 収容台数750台

### かつて存在した店舗、施設
- 桶川マインシアター - 1988年（昭和63年）に4階の北側奥に開館。スクリーン数は2つ。座席数は1スクリーンあたり132席。2012年（平成24年）1月31日に閉館。閉館してからも2015年（平成27年）に解体されるまで任意団体等によって不定期に上映を行っていた。
- プレイランド - 4階の屋上で営業していた屋上遊園地。大きな円形の広場に加え、メダルゲームやパンダカー等の遊具が設置されていた。2010年（平成22年）5月31日に閉園、閉鎖。現在は基本的に立ち入ることができないが、イベントスペースとして不定期に利用されている。
- ヤムヤムパーク - 1階のまろにえ通り側の入り口近くで営業していたフードコート。ファーストフード店やうどん・そば屋などが出店していた[要出典]。2000年代頃に閉店[要出典]。ドラッグストア クリエイトSD桶川店や築地銀だこ桶川マイン店を経て、現在はサイゼリヤ桶川マイン店、実演手打うどん 杵屋桶川東武マイン店、ぎょうざの満洲桶川西口店がフードコート式ではなく個々の店舗として出店している。